# Estudios (Skriabin)

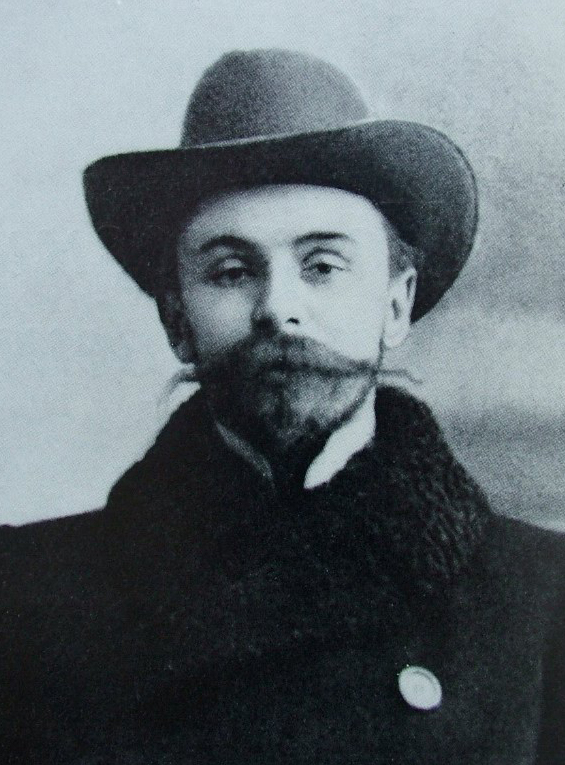
Skriabin en 1903

Los Estudios de Scriabin son obras para piano de Aleksandr Nikolayevich Skriabin. Con la excepción de la primera pieza en do sostenido menor, los 24 estudios se escribieron a lo largo de su vida, entre 1894 y 1912.

## Opus 2, No. 1
A la edad de 15 años, Skriabin escribió esta pieza llena de sonido y con visión de futuro en do sostenido menor.
- Estudio Op. 2 n.° 1 do sostenido menor anhörenⓘ

## Opus 8
Skriabin compuso estas doce piezas en 1894 a la edad de 23 años. Son un homenaje a su admirado referente Frédéric Chopin. Como los estudios rusos más logrados, están a la par con los estudios de Chopin. Los problemas técnicos están más subordinados a las intenciones artísticas y musicales que los de Chopin. La sensualidad, el color y la calidez de los estudios son fáciles de apreciar.
- N.º 1, Do sostenido mayor, 4/4 – Allegro
- N.º 2, Fa sostenido menor, 4 / 4 - A capriccio, con forza : quintillizas y trillizas polifónicas con bajos amplios[2]
- N.º 3, Si menor, 6/8 – Tempestoso
- N.° 4, Si mayor, 4/4 – Piacevole : alternando quintillizas y trillizas[3]
- N.º 5, mi mayor, 4/4 – Brioso
- N.º 6, La mayor, 3/4 – Con grazia : sextas
- N.º 7, Si bemol menor, 4/4 – Presto tenebroso, agitato : síncopa sombría
- N.º 8, La bemol mayor, 3/4 – Lento (Tempo rubato)
- N.º 9, Sol sostenido menor, 4/4 – Alla ballata : octavas, reminiscencia del Preludio en Sol menor de Chopin
- N.º 10, Re bemol mayor, 3/8 – Allegro : terceras melancólicas con bajos amplios
- N.º 11, Si bemol menor, 3/4 – Andante cantabile: ricas voces medias[4]
- N.° 12, Re sostenido menor, 4/4 – Patético : popular, tresillos amplios con saltos de octava en el bajo

## Opus 42
Estos ocho estudios fueron escritos en 1903. En ellos nada recuerda a Chopin o a Liszt. Es característico el juego con la segunda y la séptima, que mantiene la tonalidad en equilibrio hasta la conclusión armónica. Con una polirrítmica complicada, la agógica y el pedaleo son retos artísticos de primer orden. Sus encantos sensuales seducen a los diletantes y a los virtuosos de la técnica (Sobre todo el nº 5).
- N.º 1, Re bemol mayor, 3/4 – Presto : tresillas de séptimas contra quintillizas de barrido, sección central en si mayor, si bemol mayor y la mayor, "quizás el estudio más hermoso de Scriabin" [5]
- N.º 2, Fa sostenido menor, 2/4 – Cuartos = Presto
- N.° 3, Fa sostenido mayor, 6/8 – Prestissimo : tresillos de semicorcheas en cada corchea, ppp.
- N.° 4, Fa sostenido mayor, 2/4 – Andante, cantabile
- N.º 5, Do sostenido menor, 12/8 – Affanato: drama operístico[6]
- N.° 6, Re bemol mayor, 3/4 – Esaltato : interesante contraparte del Op. 25.1 de Chopin
- N.º 7, Fa menor, 2/4 – Agitato
- N.º 8, Mi bemol mayor, 4/4 – Allegro

## Opus 65
Skriabin escribió estos tres estudios incomparables en 1911/12, unos años antes de su muerte. Llenos de disonancias y rayanos en la atonalidad, son una pura belleza. Igualmente incomparables son las grabaciones de Igor Mikhailovich Zhukov.
- N.º 1, 12 / 16 / 6 / 16 / 6 / 8 – Allegro fantastico : novenas mayores[7]
- N.º 2, 4 / 4 – Allegretto : séptima mayor[7]
- N.º 3, 2 / 4 – Molto vivace / Impérieux : quintas justas[7]